# 基辛格中美研究所
基辛格中美研究所（英語：Kissinger Institute on China and the United States）是一个非营利性研究机构，主要任務是促进人們对中美关系及兩國关系对两国和世界影响的了解。它于2008年建成，是伍德羅·威爾遜國際學者中的一部分。 它的现任所長是戴博。

## 外部鏈接
- Kissinger Institute on China and the United States – Official site